# 撫軍大將軍
撫軍大將軍，名號大將軍，位在大將軍之下，三公之上。為三國時期曹魏所設立，司馬懿、司馬師父子皆曾任之。

## 歷任撫軍大將軍
- 司馬炎[1]
- 王濬[2]